# Związkowa Alternatywa
Związkowa Alternatywa – ogólnopolski związek zawodowy zrzeszający pracowników z całego kraju. W połowie 2024 roku należało do niego około 10 tys. osób w 43 zakładowych i międzyzakładowych związkach zakładowych.

## Historia
Związek powstał w 2019 roku, po tym jak podczas strajku w Polskich Liniach Lotniczych LOT współpracę nawiązali: Piotr Szumlewicz, wtedy działacz Ogólnopolskiego Porozumienia Związków Zawodowych oraz Monika Żelazik, przewodnicząca Związku Zawodowego Personelu Pokładowego i Lotniczego. Ze względu na różnice w wizji funkcjonowania związków zawodowych Szumlewicz odszedł wtedy z OPZZ i postanowił założyć nową centralę.

## Program[3]
Związkowa Alternatywa odwołuje się do tradycji bojowych i zaangażowanych związków zawodowych, odrzucając biurokratyczne praktyki i ugodowość w wykonaniu dużych centrali. 
Nazwa organizacji Związkowa Alternatywa wiąże się z tym, że związek przedstawia się jako alternatywa wobec nieprzyjaznej pracownikom polityki władz publicznych, a także nieuczciwych pracodawców, jak też innych central związkowych. Związek nie jest związany z żadną partią polityczną. Programowo związek dużą wagę przywiązuje do transparentności życia publicznego, w tym jawności płac i konkursów na wszelkie stanowiska w sektorze publicznym i w spółkach skarbu państwa. Ważnymi postulatami programowymi związku są też między innymi prawo pracowników do odłączenia się, wysokie odsetki za niewypłacanie pensji na czas, przyznanie działaczom związkowym uprawnień Państwowej Inspekcji Pracy, 2,5 razy wyższe wynagrodzenia za pracę w niedziele i święta. 
Związkowa Alternatywa deklaruje poparcie dla odpowiedzialnej polityki klimatycznej, w tym redukcji emisji gazów cieplarnianych, stopniowego odchodzenia od paliw kopalnych w energetyce i sprawiedliwej transformacji obszarów pogórniczych. 
Statut Związkowej Alternatywy zakłada pełną otwartość członkostwa. Do związku mogą należeć tak osoby fizyczne, jak też istniejące związki zawodowe posiadające swój numer KRS oraz związki, które mają KRS Związkowej Alternatywy.

## Struktura
Największymi organizacjami tworzącymi Związkową Alternatywę są:
- Międzyzakładowy Związek Zawodowy Związkowa Alternatywa w Krajowej Administracji Skarbowej (5,8 tys. członków w 2024 roku, największa organizacja związkowa w zakładzie)[9]
- Związek Zawodowy Związkowa Alternatywa w Zakładzie Ubezpieczeń Społecznych (2,1 tys. członków w 2024)[10]

oraz inne w sektorze publicznym i prywatnym.
Obecny zarząd Związkowej Alternatywy (2024 r.) jest czteroosobowy i tworzą go przewodniczący, Piotr Szumlewicz oraz troje wiceprzewodniczących: Ilona Garczyńska, Agata Jagodzińska, i Tomasz Ozimkiewicz.